# Gabor Meszaros
Gabor Meszaros (Praga, 9 agosto 1963) è un fagottista e docente svizzero.

## Biografia
Gabor Meszaros ha studiato e conseguito il diploma di fagotto con Janos Meszaros alla Scuola universitaria di musica di Winterthur. Ha frequentato corsi di perfezionamento con Milan Turkovic, Frantisek Hermann, Werner Seltmann, Knut Sönstevold e Karl Leister. È stato primo fagotto dell’Orchestra sinfonica delle Baleari, della Deutsche Kammerakademie Neuss, della Mendelssohn Philharmonie Düsseldorf, dell’Orchestra nazionale dei Paesi Baschi e in occasione del Millennium Gala Concert of the Nations al Lincoln Center di New York. Membro di formazioni cameristiche quali Schweizer Nonett, Ensemble Varié, Trio Konradin e Trio Insolito, si è esibito come solista con l’Orchester des Musikkollegiums Winterthur, l’Orchestra sinfonica delle Baleari, la Kammerorchester Ars Musica Bern, i Festival Strings Luzern, l’Orchestra da camera nordungherese, la Seongnam Phiharmonic Orchestra, la Philos Chamber Orchestra e la Deutsche Kammerakademie Neuss.
È direttore artistico del Ticino Musica Festival tenuto tutte le estati presso il «Conservatorio della Svizzera italiana» a Lugano.

## Attività didattica
Dal 1997 è docente di fagotto e musica da camera alla Scuola universitaria di musica «Conservatorio della Svizzera italiana» e ne dirige l’ensemble di fiati.